# Antoine-Denis Raudot
Antoine-Denis Raudot (1679 – Versailles, 1737) è stato un funzionario e geografo francese che ricoprì molte funzioni tra cui quelle di commissario e ispettore generale della Marina francese, consigliere della corte sulle questioni coloniali e intendente della Nuova Francia.
Figlio di Jacques Raudot, Antoine- Denis divenne, all'età di venti anni, scrivano della Marina. Nel 1702 acquisì la posizione di Commissario e nel 1704 quella di Ispettore Generale della Marina per le Fiandre e la Piccardia. Dal 1705 al 1710 divenne, congiuntamente al padre, Intendente della Nuova Francia.
Nel 1710 riuscì ad accedere al posto prestigioso di Intendants des classes. Negli anni successivi Antoine -Denis riuscì ad accedere ad altri posti dell'amministrazione francese fino a quando, nel 1726, divenne Consigliere sulle questioni coloniali. Negli ultimi anni si interessò della colonizzazione della Louisiana.